# Cephonodes marianna
Cephonodes marianna är en fjärilsart som beskrevs av Rothschild och Jordan 1903. Cephonodes marianna ingår i släktet Cephonodes och familjen svärmare. Inga underarter finns listade i Catalogue of Life.